# 社満射岳
社満射岳（しゃまんしゃだけ）は、北海道の空知郡南富良野町と勇払郡占冠村の2町村にまたがる標高1,062.5mの山である。山頂には一等三角点「杜満射岳」が設置されている。

## 概要
夕張山地中央部の主稜線から東に大きく外れた場所に位置する山で、幾寅峠を挟んで日高山脈のトマム山と対峙する。すぐ東にある1,039m峰はタケノコ山と呼ばれている。
山名の社満射岳は誤表記であり、本来の漢字表記は三角点名の「杜満射岳」であり読み方は「とまんしゃだけ」であった。アイヌからは「トマムシヤウンヌプリ」と呼ばれており、アイヌ語で「TOMAM sa un nupuri（トマム・の前の方・にある・山）」を意味するとされる。「トマム」は占冠村の星野リゾートトマムであり、アイヌ語で「tomam（湿地）」を意味する。

## 登山
登山道はないため主に残雪期に登られる。主なルートは南富良野市街地から伸びる道道1030号を進みカーブを曲がらずそのまま零号線へ入り終点から登山を始める。603m標高点がある尾根を登りタケノコ山の山頂へ至ると、そこからは稜線を歩いて社満射岳の山頂へ至る。